# Röstventil
En röstventil är en liten ventil i mjuk plast som sitter mellan luftstrupen och matstrupen hos laryngektomerade (personer vars struphuvud är bortopererat) för att dessa ska kunna prata trots att luftstrupen inte slutar i munhålan, utan i ett hål på framsidan av halsen. Tal med hjälp av röstventil kallas TE-tal.
Röstventilen mynnar i matstrupen under PE-segmentet, en muskulär sfinkter som öppnas när man sväljer men som annars är stängd. De inblandade musklerna kan styras av viljan, vilket gör att den liksom stämbanden kan användas för att åstadkomma en röstkälla. Detta märks om man försöker prata på en rapning. Vissa laryngektomerade behärskar tal med hjälp av PE-segmentet även utan att använda sig av röstventil (så kallat E-tal eller raptal).
När en person med röstventil vill prata håller vederbörande för luftstrupsmynningen på halsen så att luften från lungorna tvingas ta vägen genom röstventilen istället. Luften kommer då ut i matstrupen och tvingar PE-segmentet att öppnas och börja vibrera på ett stämbandsliknande sätt.